# Markgrevinde Adelheid
Markgrevinde Adelheid (født ca. 1010 og død efter 1058) var søster til Peter Orseolo, som var konge af Ungarn. Adelheid var født Frowiza af Venedig, men skiftede navn da hun blev gift med markgreve Adalbert af Østrig. Hendes forældre var doge Ottone Orseolo af Venedig og prinsesse Grimelda af Ungarn.